# Clacton-on-Sea
Clacton-on-Sea er en by i Tendring-distriktet, Essex, England, med et indbyggertal (pr. 2015) på 52.306. Byen ligger 91 km fra London.